# Arystokracja

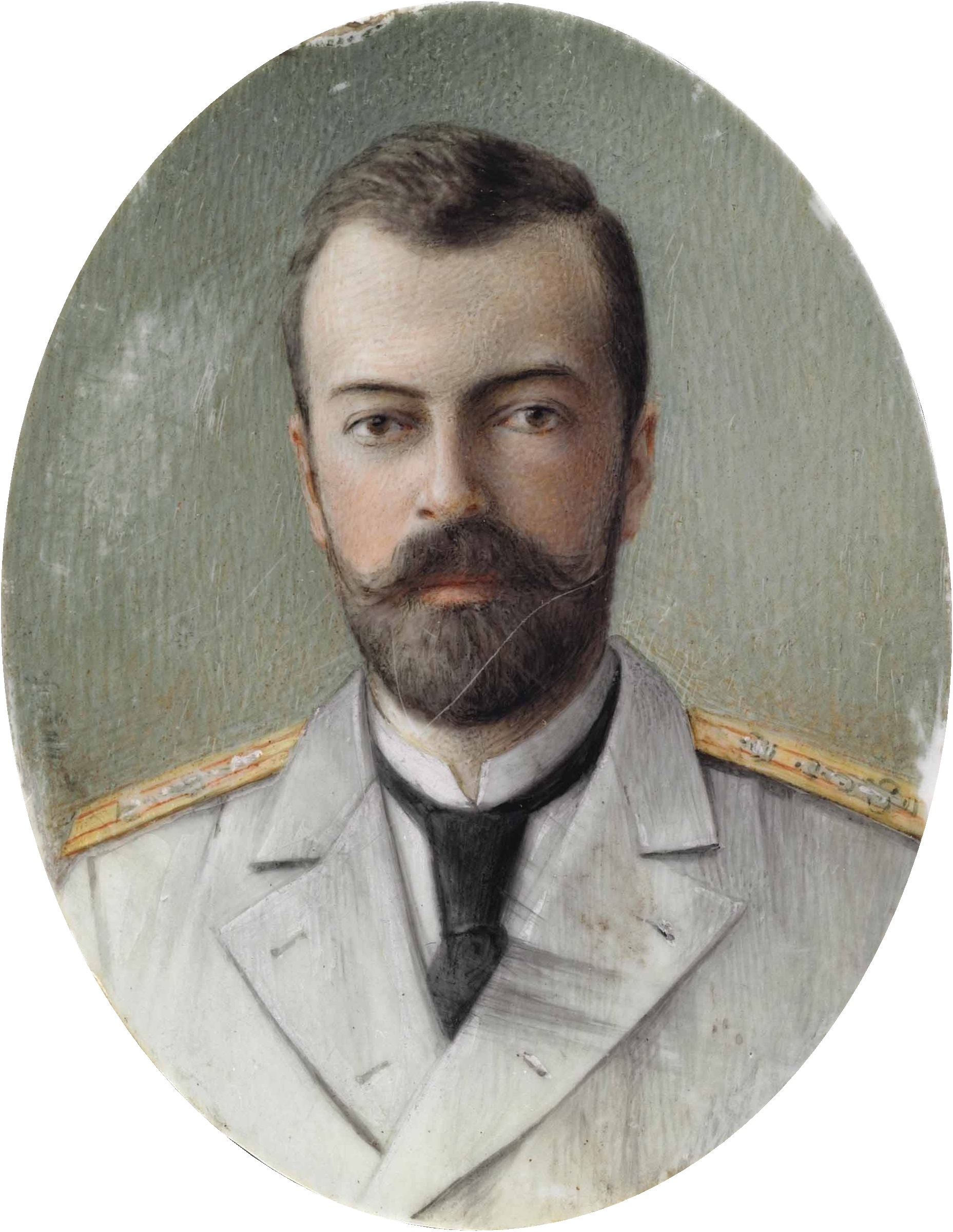
Arystokrata (wielki książę Aleksander Romanow)

Arystokracja (gr. ἀριστοκρατία aristokratia, od wyrazów ἄριστος aristos „najlepszy” + κρατέω krateo „rządzę”) – najwyższa warstwa społeczna, która wykształciła się w starożytnej Grecji, podczas najazdu Dorów w 1200 r. p.n.e. Mianem arystokracji określa się zatem elitarną warstwę społeczną, zajmującą najwyższą pozycję w społeczeństwie, do której przynależność wynika ze szlachetnego urodzenia i jest dziedziczna (arystokracja rodowa).

## Arystokracja w starożytności
W ustroju arystokratycznym podmiotem władzy państwowej była grupa „najlepszych”, która nie odpowiadała przed narodem, ale sprawująca rządy wedle własnego uznania. Rządy arystokratyczne mogły mieć charakter bardzo różnorodny, bardziej lub mniej ograniczony. Najczęściej jednak arystokracja miała charakter czysto świecki i powstawała w drodze wyboru, na podstawie pewnych z góry ściśle określonych reguł, albo też miała charakter dziedziczny, kiedy to poszczególne urzędy publiczne przechodziły z ojca na syna na podstawie zasady dziedziczenia. Tak wyróżniona arystokracja stanowiła oddzielną klasę społeczną.
Główną przyczyną powstania klasy arystokratycznej był upadek ustroju rodowego. Arystokracja zrodziła się na polach bitew, w blasku wojennych zdobyczy, gdzie pewne rody gwałtownie się bogaciły i trzymając razem oraz wspomagając, tworzyły grupy bardziej wpływowe, skupiające w swych rękach większość zaszczytów i funkcji politycznych. W Sparcie grupę arystokracji stanowili potomkowie najeźdźców doryckich (spartiaci), natomiast w Atenach były to stare rody, tzw. eupatrydzi. Arystokracja pojawiła się we wszystkich despotycznych monarchiach starożytnego Wschodu. Przeciw tendencjom do arystokratyzacji części społeczeństwa wybuchały czasem plebejskie powstania, które jednak zwykle prowadziły do włączenia zwycięskich „powstańców” do wyższych grup społecznych, nie zagrażając zwykle zbytnio samej arystokracji.

## Arystokracja zachodnia
Przepaść między górną i dolnymi warstwami społeczeństwa najsilniej zaznaczyła się w zachodnich krajach feudalnych. Z feudałów, właścicieli lenn i możnego duchowieństwa powstała górna warstwa arystokracji, określana różnie w różnych krajach Zachodu, ale zawsze skupiająca szlachtę o wielowiekowych tradycjach i wysokim statusie społecznym i materialnym (parów, lordów, grandów). Mimo to w Europie Zachodniej i Środkowej pojęcie arystokracji było identyczne z pojęciem szlachty, a arystokracja feudalna, wyrosła z rycerstwa, tworzyła jeden, dość spójny stan, oddzielony bardzo wyraźnie od stanów niższych zamożnością i przywilejami.

## Arystokracja polska
W Polsce szlachta stanowiła tak wielką masę społeczną, że pojęcie arystokracji nabrało odmiennego znaczenia, odnosząc się do grupy osób szlachetnie urodzonych, wyróżniających się od reszty tłumu szlacheckiego zarówno statusem majątkowym, jak i społecznym. Polska arystokracja, zwana możnowładcami, a później magnatami, która zgodnie z panującą doktryną jedności szlacheckiej powinna być równa pozostałej szlachcie, wyraźnie wyodrębniła się w osobną warstwę. Wprawdzie w popularnym mniemaniu „szlachcic na zagrodzie był równy wojewodzie”, ale był to raczej wyidealizowany obraz panujących stosunków społecznych. Inna interpretacja tego zdania oznacza, że każdy szlachcic, który potrafił zdobyć wielkie dobra (jak np. Jan Zamoyski) automatycznie wchodził w skład magnaterii, a równocześnie magnat, który utracił większość dóbr z obrębu tej magnaterii wypadał (jak np. rody Tęczyńskich czy Wiśniowieckich).
W Polsce nie przyjął się zwyczaj oddzielania arystokracji od ogółu szlachty za pomocą hierarchii tytułów (jedyny wyjątek dotyczył książęcych tytułów dla kniaziów litewskich i ruskich). Arystokracja wywierała decydujący wpływ na losy Rzeczypospolitej i skupiała w swym ręku wszystkie ważniejsze urzędy publiczne, ostentacyjnie nieraz odcinając się od reszty „braci szlacheckiej”, przy czym kryterium był stan posiadania, a nie pochodzenie. Rody arystokratyczne Polski były też często siłą napędową rozwoju kultury, sztuki, nauki, kształcąc swą młodzież i sponsorując zdolną młodzież z niższych stanów, a także fundując szkoły, uczelnie i biblioteki, a w razie potrzeby wystawiając własne wojsko, przyczyniając się do rozbudowy floty i umocnień, a nawet opłacając wojska najemne.

## Inne zastosowania określenia „arystokracja”
Arystokracja, w szerszym tego słowa znaczeniu, jest wynikiem procesu różnicowania się społeczeństwa i dlatego pojawia się w takiej czy innej postaci we wszystkich ustrojach społecznych. Arystokracja występowała u Inków i Majów, arystokrację rodową wytworzyło wiele pierwotnych społeczności. Różny był czynnik wyodrębniający osoby uprzywilejowane od reszty. Czynnikiem tym może być piastowanie wyższych urzędów; prowadzi to do powstawania tzw. arystokracji urzędniczej, dążącej do przekazywania urzędów z ojca na syna. Ważnym czynnikiem różnicującym społeczeństwa jest majątek, o czym wspomniano wcześniej.
Dobrym przykładem na nowoczesne użycie słowa „arystokracja” jest wyrażenie arystokracja robotnicza, ukute przez Engelsa na określenie warstwy wysoko wykwalifikowanych robotników. Zupełnie współczesnym nawiązaniem do wyodrębniania się warstw wyższych w społeczeństwach jest termin „czerwona arystokracja” na określenie bardzo dobrze sytuowanych i piastujących wysokie urzędy osób o komunistycznym życiorysie politycznym. Często stosuje się nawet tytulaturę rodem z zachodnich herbarzy, jak „baronowie SLD”.
Innym, tym razem pozytywnym skojarzeniem, choć może już niemodnym, jest metaforyczne określenie „arystokracja ducha”, na określenie osób światłych i kulturalnych, przerastających swą osobowością przeciętnego, nawet wykształconego człowieka.
Thomas Jefferson był zwolennikiem utworzenia państwowego szkolnictwa, bowiem liczył, że doprowadzi to do oddolnego powstania elity - "naturalnej arystokracji". W liście do Johna Adamsa z 28 października 1813 roku pisze: "Zgadzam się z Tobą, że istnieje naturalna arystokracja wśród ludzi. Podwalinami tego są cnota i talenty […] Naturalną arystokrację uważam za najcenniejszy dar od natury — dla edukowania, tworzenia wzajemnego zaufania i rządzenia społeczeństwem. I rzeczywiście, byłoby to niekonsekwentne, uformować człowieka do stanu społecznego, nie dostarczając wystarczającej cnoty i mądrości, aby móc zająć się troskami społeczeństwa". Tak definiowana "naturalna arystokracja" była sprzeczna z powszechną wykładnią, chodziło tu o brak wywyższenia ze względu na pochodzenie. Również Hans Hermann Hoppe odwoływał się do powyżej wspomnianej elity umysłu i cnoty jako potencjalnych arbitrów sporów (rozstrzyganych za zgodą interesantów).

## Arystokracja jako ustrój
Termin „arystokracja” bywa używany także jako nazwa jednego z trzech klasycznych (obok monarchii i politeji – podział dokonany przez Arystotelesa) typów ustroju politycznego, opartego na wyłączności w reprezentacji egzystencjalnej lub przynajmniej dominacji niewielkiej i homogenicznej grupy rządzącej („rządy niewielu”).
Arystoteles, od arystokracji – dobrego ustroju, który oddaje rządy ludziom bezwzględnie najlepszym pod względem moralnym, a nie dobrym tylko pod pewnym względem; odróżniał oligarchię, którą uważał za ustrój zdegenerowany.
W starożytności arystokracja jako ustrój obowiązywała w helleńskich polis w VIII-VII w. p.n.e. (Ateny i Sparta, geruzja – Rada Starszych); a także w Republice Rzymskiej – gdzie element arystokratyczny (Senat) górował zdecydowanie nad monarchicznym (konsulowie) i czynnikiem demokratycznym (trybuni, zgromadzenie ludowe). W średniowiecznych monarchiach Europy chrześcijańskiej pierwiastek arystokratyczny (feudalni baronowie) niekiedy de facto przeważał nad monarchicznym, w nowożytności utrzymał się tam, gdzie absolutyzmu nie wprowadzono, bądź się nie utrzymał: na Węgrzech (przed panowaniem Habsburgów), w Rzeczypospolitej Obojga Narodów i w XVIII-wiecznej Wielkiej Brytanii, gdzie arystokracja przybrała postać ustroju parlamentarnego z dwiema frakcjami, z których jedna (torysi) reprezentowała arystokrację ziemiańską, a druga (wigowie) oligarchię kupiecką. Arystokratyzm cechował też ustroje niektórych późnośredniowiecznych i renesansowych republik włoskich (zwłaszcza Rzeczypospolitej Weneckiej), w Świętym Cesarstwie Rzymskim (tzw. Starej Rzeszy lub I Rzeszy), gdzie cesarz był wybierany przez kolegium dziedzicznych elektorów (monarchia elekcyjna).
Współcześnie za arystokracje mogą być uznane państwa w których głowa państwa wybierana jest z grupy dziedzicznych władców/przywódców plemion:
- Fidżi – na czele państwa stoi prezydent wybierany przez Wielką Radę Wodzów Plemiennych (80 dziedzicznych fidżyjskich wodzów plemiennych) na 5-letnią kadencję[5].
- Malezja – Yang di-Pertuan Agong (tytuł głowy państwa Malezji zwyczajowo tłumaczony jako „król”), wybierany jest na 5-letnią kadencję spośród władców dziewięciu stanów-sułtanatów.
- Samoa[6] – O le Ao o le Malo[7] – wybierany spośród czterech żyjących wielkich wodzów (tama aiga) na pięcioletnią kadencję przez parlament – Fono.
- Zjednoczone Emiraty Arabskie – prezydent – jest wybierany spośród emirów przez Federalną Radę Najwyższą na 5-letnią kadencję, lecz w praktyce władza przechodzi z ojca na syna (emirów Abu Zabi) i jest dziedziczna.

## Literatura
- Arystoteles, Polityka, Wydawnictwo Naukowe PWN, Warszawa 2006, ISBN 978-83-01-14309-1, ISBN 83-01-14309-6.